# 지즈 급행 지즈선
지즈 선(일본어: 智頭線)은 일본 효고현 아코군 가미고리정의 가미고리역부터 돗토리현 야즈군 지즈정의 지즈역을 잇는 지즈 급행의 철도 노선이다. 게이한신과 돗토리를 잇는 연락선이며, 산요 지방과 돗토리를 연결하는 고속 노선으로서, 특급 '슈퍼 하쿠토'나 '슈퍼 이나바'를 운행하고 있다.

## 노선 정보
- 노선 거리 (영업 거리) : 56.1km
- 궤간 : 1,067mm
- 역 수 : 14역 (기.종점역 포함, 신호장 제외)
- 복선화 구간 : 없음 (전 구간 단선)
- 전철화 구간 : 없음 (전 구간 비전철화)
- 폐색 방식 : 자동 폐색식
- 보안 장치 : ATS-P
- 최고속도 : 130km/h (특급) 110km/h (보통)
- 최장 터널 : 시토사카 터널 (5,592m)
- 최소 곡선 반경 : 260m

## 역 목록
| 역명            | 일어 역명    | 역간 거리 | 영업 거리 | 접속 노선                 | 특급 | 소재지     | 소재지     | 소재지         |
| --------------- | ------------ | --------- | --------- | ------------------------- | ---- | ---------- | ---------- | -------------- |
| 가미고리        | 上郡         | -         | 0.0       | 서일본 여객철도 산요 본선 | ●    | 효고현     | 아코군     | 가미고리정     |
| (이와키 신호장) | 岩木信号場   | -         | (3.8)     |                           | ｜   | 효고현     | 아코군     | 가미고리정     |
| 고케나와        | 苔縄         | 4.8       | 4.8       |                           | ｜   | 효고현     | 아코군     | 가미고리정     |
| 고노하라엔신    | 河野原円心   | 2.6       | 7.4       |                           | ｜   | 효고현     | 아코군     | 가미고리정     |
| 구자키          | 久崎         | 4.8       | 12.2      |                           | ｜   | 효고현     | 사요군     | 사요정         |
| 사요            | 佐用         | 5.0       | 17.2      | 서일본 여객철도 기신 선   | ●    | 효고현     | 사요군     | 사요정         |
| 히라후쿠        | 平福         | 5.3       | 22.5      |                           | ｜   | 효고현     | 사요군     | 사요정         |
| 이시이          | 石井         | 4.6       | 27.1      |                           | ｜   | 효고현     | 사요군     | 사요정         |
| 미야모토무사시  | 宮本武蔵     | 3.5       | 30.6      |                           | ｜   | 오카야마현 | 미마사카시 | 미마사카시     |
| 오하라          | 大原         | 2.6       | 33.2      |                           | ●    | 오카야마현 | 미마사카시 | 미마사카시     |
| 니시아와쿠라    | 西粟倉       | 4.2       | 37.4      |                           | ｜   | 오카야마현 | 아이다군   | 니시아와쿠라촌 |
| 아와쿠라온센    | あわくら温泉 | 3.2       | 40.6      |                           | ｜   | 오카야마현 | 아이다군   | 니시아와쿠라촌 |
| 야마사토        | 山郷         | 6.6       | 47.2      |                           | ｜   | 돗토리현   | 야즈군     | 지즈정         |
| 고이야마가타    | 恋山形       | 2.8       | 50.0      |                           | ｜   | 돗토리현   | 야즈군     | 지즈정         |
| 지즈            | 智頭         | 6.1       | 56.1      | 서일본 여객철도 인비 선   | ●    | 돗토리현   | 야즈군     | 지즈정         |